# Kościół Wszystkich Świętych w Liskowie
Kościół Wszystkich Świętych – rzymskokatolicki kościół parafialny należący do parafii pod tym samym wezwaniem (dekanat Koźminek diecezji kaliskiej).
Jest to świątynia wzniesiona w stylu neogotyckim w latach 1899-1901. Konsekrowana została w 1911 roku. Polichromia w kościele została wykonana w latach 1930-1935, natomiast odnowiona została w latach 70. XX wieku. W latach 90. XX wieku dach świątyni został pokryty blachą stalową, ocynkowaną.
Kościół ma formę utrzymaną w stylistyce neogotyku angielskiego. Budowla jest orientowana, wzniesiona na planie prostokąta, ma wieżę od strony zachodniej, jednonawowy, pięcioprzęsłowy korpus główny i niższe jednonawowe prezbiterium zamknięte pięciokątnie. Od strony północnej do prezbiterium jest dostawiona kaplica Nieustającej Adoracji Najświętszego Sakramentu. Bryła świątyni jest zwarta, korpus i prezbiterium opinają dwuskokowe przypory. Wieża jest ponad nawą wyniesiona i zwieńczona wysmukłym, czworokątnym iglicowym dachem hełmowym ze ściętymi narożnikami, ozdobiona ażurowym krzyżem.